# Константа простых чисел
Константа простых чисел — вещественное число {\displaystyle \rho }, {\displaystyle n}-ая двоичная цифра которого равна 1, если {\displaystyle n} является простым, и 0, если n является составным или 1.
Другими словами, {\displaystyle \rho } является просто числом, двоичное разложение которого соответствует индикаторной функции множества простых чисел.  То есть
{\displaystyle \rho =\sum _{p}{\frac {1}{2^{p}}}=\sum _{n=1}^{\infty }{\frac {\chi _{\mathbb {P} }(n)}{2^{n}}}}
где {\displaystyle p} означает простое число, а {\displaystyle \chi _{\mathbb {P} }} является характеристической функцией простых чисел.
Начальные знаки десятичного представления числа ρ: {\displaystyle \rho =0{,}414682509851111660248109622\ldots } (последовательность A051006 в OEIS)
Начальные знаки двоичного представления: {\displaystyle \rho =0{,}011010100010100010100010000\ldots _{2}} (последовательность A010051 в OEIS)

## Иррациональность
Легко показать, что число {\displaystyle \rho } иррационально.  Чтобы увидеть это, предположим, что оно рационально.
Обозначим {\displaystyle k}-й знак двоичного представления {\displaystyle \rho } через {\displaystyle r_{k}}.  Тогда, поскольку {\displaystyle \rho } по предположению рационально, должны существовать положительные числа {\displaystyle N} и {\displaystyle k}, такие, что
{\displaystyle r_{n}=r_{n+ik}} для всех {\displaystyle n>N} и всех {\displaystyle i\in \mathbb {N} }.
Поскольку простых чисел бесконечно много, мы можем выбрать простое {\displaystyle p>N}.  По определению мы знаем, что {\displaystyle r_{p}=1}.  Как было указано выше, должно выполняться {\displaystyle r_{p}=r_{p+ik}} для любого {\displaystyle i\in \mathbb {N} }.  Рассмотрим случай {\displaystyle i=p}.  Мы имеем {\displaystyle r_{p+i\cdot k}=r_{p+p\cdot k}=r_{p(k+1)}=0}, поскольку  {\displaystyle p(k+1)} составное, так как {\displaystyle k+1\geq 2}. Поскольку {\displaystyle r_{p}\neq r_{p(k+1)}}, мы должны констатировать, что {\displaystyle \rho } иррационально.